# Paulo Sérgio Silvestre Nascimento
Paulo Sérgio Silvestre do Nascimento, mais conhecido como Paulo Sérgio (São Paulo, 2 de junho de 1969) é um ex-futebolista, treinador de futebol e comentarista esportivo brasileiro.

## Biografia
Atuando como atacante, começou nas categorias de base aos 13 anos no Corinthians, subindo para o time profissional aos 18 anos, em 1988.
Em 1990, no primeiro semestre, Paulo Sérgio foi emprestado para o Novorizontino, equipe que fez surpreendente campanha no Campeonato Paulista e acabou sendo vice-campeã estadual sob o comando de Nelsinho Baptista. E o mesmo Nelsinho assumiu o Corinthians durante o Campeonato Brasileiro daquele ano. Paulo Sérgio, que já tinha a confiança do treinador nos tempos de Novo Horizonte, foi muito aproveitado durante aquele nacional. Nelsinho e Paulo Sérgio se deram bem, e Corinthians foi o campeão nacional daquele ano.
Versátil, Paulo Sérgio chegou a atuar no Corinthians como ponta-direita, ponta-esquerda, centroavante, meia, lateral e até goleiro. Nesta última posição, Paulo Sérgio foi obrigado a atuar depois da expulsão do goleiro Ronaldo em um clássico contra o São Paulo no dia 7 de fevereiro de 1993. Ele tomou um gol do tricolor, que venceu a partida por 3–0. No mesmo ano, pelo mesmo Campeonato Paulista, Paulo Sérgio ajudou o time alvinegro a ser vice-campeão, sendo derrotado pelo Palmeiras na decisão. Até hoje, muitos torcedores corintianos se lembram desta decisão e culpam a arbitragem para que o título fosse parar na mão dos arquirrivais. Durante o segundo jogo da decisão, Edmundo deu um carrinho muito forte em Paulo Sérgio, e o time alvinegro pediu por sua expulsão, que não foi executada. Logo após a final, Paulo Sérgio foi negociado com o Bayer Leverkusen, da Alemanha, por valor equivalente a 1 milhão de euros.
Na Alemanha, o brasileiro não precisou de adaptação e explodiu logo na primeira temporada, sendo o destaque do Leverkusen: a equipe ficou com a terceira posição na Bundesliga e ganhou vaga na Copa da UEFA muito graças aos 17 gols marcados por Paulo Sérgio. O atacante ficou atrás apenas dos artilheiros daquele ano, Stefan Kuntz e Anthony Yeboah, que balançaram as redes em 18 oportunidades. Por conta de suas boas apresentações nesta temporada, fez parte da Seleção Brasileira campeã do mundo de 1994, atuando contra Camarões e Suécia.
Após o reconhecimento máximo com a seleção, Paulo Sérgio retornou para Leverkusen e viveu anos de altos e baixos após a conquista. Em na temporada seguinte, a equipe foi apenas sétima colocada, pois se dedicou à Copa da UEFA, competição em que caiu nas semifinais. diante do Parma – o brasileiro fez quatro gols no torneio continental, incluindo um nas semifinais.
No entanto, a temporada seguinte foi de redenção para Paulo Sérgio e para o time de Leverkusen: o atacante marcou 17 gols e ajudou a equipe a ser vice-campeã alemã e a conquistar uma vaga na Liga dos Campeões. No auge, aos 28 anos, chamou a atenção da Roma, que investiu cerca de 6 bilhões de liras para levá-lo à Cidade Eterna.
Quando foi contratado pela Roma, ele foi recebido com uma pichação no muro do centro de treinamento do clube. A torcida romanista disse que foram torcedores da rival Lazio que deixaram aquela mensagem racista. No entanto, Paulo se tornou uma figura importante do elenco e foi escalado pelo treinador Zdenek Zeman como ponta direita no esquema 4-3-3, entrando em todas as partidas dos romanos na temporada: 34 na Serie A e seis na Coppa Italia. Além de sempre presente, Paulo Sérgio foi o vice-artilheiro da equipe, ao lado de Totti, com 14 gols, sendo 12 deles no Campeonato Italiano. 
Alguns destes gols foram fundamentais para fazer da Roma a quarta colocada naquela Serie A, como os marcados diante de Parma, Fiorentina e Milan, equipes que ficaram abaixo dos giallorossi na tabela. O gol contra os rossoneri é o mais lembrado até hoje: Paulo Sérgio deu um drible da vaca em Costacurta e apenas deslocou o goleiro Sebastiano Rossi para guardar o terceiro na goleada por 5–0.
Em 1998-99, Balbo trocou a Roma pelo Parma e Delvecchio ganhou a titularidade. Paulo Sérgio, por sua vez, continuou atuando pela faixa direita do ataque e marcou os mesmos 12 gols que no ano anterior. Se os números foram os mesmos, os romanistas caíram de rendimento e não fizeram um grande campeonato: o time ficou apenas na quinta colocação. Apesar dos gols contra Milan e Juventus, Paulo Sérgio também não atuou no mesmo nível de 1997-98 e fez apenas nove partidas completas entre 30 disputadas pelos giallorossi.
O fracasso romano na temporada levou o presidente da equipe, Francesco Sensi, a fazer uma pequena reformulação na equipe. Primeiro, Zeman deixou o cargo para dar espaço a Fabio Capello, o que já diminuiria as chances de Paulo Sérgio na equipe, por questões táticas. Quando o treinador revelou o desejo de contar com Vincenzo Montella, o atacante brasileiro acabou negociado com o Bayern Munique, que pagou 12 milhões de marcos e o levou de volta para a Alemanha.
De 1999 a 2002, ele atuou pelo time bávaro, onde conquistou quase todos os títulos possíveis (Campeonato Alemão, Copa da Alemanha, Copa Intercontinental e Liga dos Campeões da Europa), além de fazer parceria no ataque com o também brasileiro Élber.
Com 34 anos, ele chegou a voltar ao Brasil para jogar com a camisa do Bahia, mas seguidas contusões o atrapalharam, e o fizeram encerrar a carreira.

### Pós-aposentadoria
Iniciou a carreira de treinador no Red Bull Brasil, no ano de 2008. Na equipe, trabalhou com outro antigo ídolo do Corinthians: Gilmar Fubá.
Foi apresentador e jurado do reality show Menino de Ouro, exibido pelo SBT entre 2013 e 2014.
Também foi Secretário de Esportes do Município de Barueri entre janeiro de 2013 e junho de 2015. Atualmente tem a empresa de Gestão em Negócios PS7TE Participações e é embaixador da Bundesliga.
Em 2018, foi contratado pela RedeTV! para integrar o departamento de esportes como comentarista. Deixou a emissora e em 09 de setembro de 2021, acertou com a TV Gazeta.

## Títulos
Seleção Brasileira
- Copa do Mundo: 1994

Corinthians
- Campeonato Paulista de 1988[10]
- Campeonato Brasileiro - 1990
- Supercopa do Brasil - 1991

Bayern de Munique
- Campeonato Alemão: 1999–00,  2000-01
- Copa da Alemanha: 1999-00
- Copa da Liga Alemã: 1999,  2000
- Copa Intercontinental: 2001
- Liga dos Campeões da UEFA - 2000-01[11]